# Coluber slevini
Espèce
Synonymes
- Masticophis bilineatus slevini Lowe & Norris, 1955
- Masticophis slevini Lowe & Norris, 1955
- Coluber bilineatus slevini (Lowe & Norris, 1955)

Coluber slevini est une espèce de serpents de la famille des Colubridae.

## Répartition
Cette espèce est endémique de l'Île de San Esteban au Sonora au Mexique.

## Étymologie
Cette espèce est nommée en l'honneur de Joseph Richard Slevin.

## Publication originale
- Lowe & Norris, 1955 : Analysis of the herpetofauna of Baja California, Mexico. III. New and revived reptilian subspecies of Isla San Esteban, Gulf of California, Sonora, Mexico, with notes on other islands in the Gulf of California. Herpetologica, vol. 11, no 2, p. 89-96.